# Конгресс местных и региональных властей Европы
Конгресс местных и региональных властей является общеевропейской политической Ассамблеей в составе Совета Европы, представляющей местные и региональные органы власти из сорока семи стран-участников Совета Европы. Его роль заключается в содействии местной и региональной демократии, укреплении местного и регионального самоуправления, в соответствии с принципами, изложенными в Европейской хартии местного самоуправления.
Проводит заседания дважды в год, в Страсбурге, во Дворце Европы, в котором и располагается его секретариат.

## Краткое описание
Конгресс состоит из двух палат: Палаты местных властей и Палаты регионов. Конгресс проводит свои пленарные заседания два раза в год в главном здании (Дворец) Совета Европы в Страсбурге. Здесь же находится и его постоянный секретариат. В Политической Ассамблее Конгресса местных и региональных властей 648 членов, являющихся выборными лицами (региональные или муниципальные советники, мэры или представители региональных властей) и представляющих более 150.000 местных и региональных органов власти из 47 стран-участников Совета Европы. Конгресс проводит регулярные визиты всех стран-участников с целью мониторинга соблюдения Европейской хартии местного самоуправления, следит за работой на местных и региональных выборах в странах-участниках Совета Европы и создает международные соглашения, лежащие в основе общих европейских стандартов по защите прав местных органов самоуправления.

## История
Конгресс местных и региональных властей Совета Европы учрежден решением Комитета Министров СЕ № 94 (3) от 14 января 1994 г. Принятие Устава и закрепление в нём полномочий Конгресса являются результатом институциональной эволюции, начавшейся в 1953 г., когда Парламентская ассамблея Совета Европы провела международную конференцию, посвященную вопросам местного самоуправления, после чего была подписана Европейская хартия местного самоуправления. Идея периодического проведения конференций была поддержана Комитетом Министров в 1956 г., и уже 12 января 1957 г. в Страсбурге состоялось следующее заседание под председательством Жака Шабан-Дельмас, который возглавил Европейскую конференцию местного самоуправления до января 1960 г. В 1960 г. во время проведения ежегодной конференции впервые была высказана идея институционализировать конференцию, придав ей соответствующий юридический статус. Решением Комитета Министров 13 сентября 1961 г. был одобрен Устав (Хартия) Конференции. В соответствии со статьей 17 Устава «Комитет Министров может создать для целей, которые посчитает необходимыми, различного рода комитеты или комиссии консультативного или технического характера».
19 февраля 1975 г. Комитет Министров внес поправки в Устав Конференции в целях расширения её компетенции, в том числе как консультационного органа в отношении регионов. Кроме того, было изменено наименование органа, ставшего Конференцией местных и региональных властей Европы. Наименование органа менялось впоследствии неоднократно. Так, в 1979 г. Конференция становится Постоянной конференцией местных и региональных властей Европы. Наиболее важным достижением Постоянной конференции является разработка Европейской хартии местного самоуправления, открытой для подписания странами членами Совета Европы 15 октября 1985 г. Хартия вступила в силу 9 сентября 1988 г. Страны, подписавшие Хартию, принимают на себя обязательство о признании принципа автономии местных органов власти и закреплении его во внутригосударственном праве.

Во время первого саммита Совета Европы в Вене 9 октября 1993 г., главы государств и правительств стран-участников подтвердили своё намерение создать специальный консультативный орган, представляющий местные и региональные органы власти государств-членов Совета Европы. Вследствие данного заявления, в 1994 г. решением Комитета Министров был принят уставной документ об учреждении Конгресса местных и региональных властей Совета Европы и выделении в нём двух палат. В 2005 г. в период саммита в Варшаве главы государств и правительств членов Совета Европы вновь вернулись к вопросу о важности местной и региональной демократии в Европе и подчеркнули ведущую роль Конгресса в реализации данной миссии.

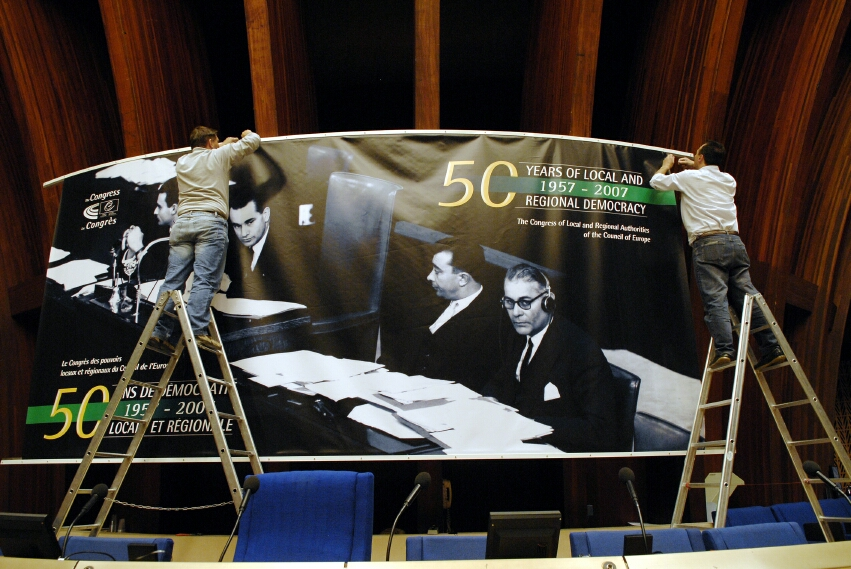
Конгресс: 50 лет местной и региональной демократии

В октябре 2010 года Конгресс провел всеобъемлющую реформу своих структур и деятельности с целью повышения сфер своего влияния, став более эффективным и актуальным для европейских граждан и их выборных представителей. В частности, структурные изменения включали создание трех новых комитетов, заменивших четыре предыдущих:
1. Комитет по соблюдению обязанностей и обязательств;
2. Комитет по вопросам управления;
3. Комитет по актуальным вопросам.
Кроме того, вследствие этой реформы, был создан Уставной форум, продлен с двух до четырёх лет мандат членов Конгресса, а требование о минимальном представительстве на уровне 30 % в отношении непредставленного пола теперь распространялось также и на заместителей членов в национальных делегациях. Роль Бюро в качестве исполнительного органа Конгресса была усилена. Также, в свете этой реформы, в январе 2011 года Комитет министров принял новую версию Уставной резолюции и Устава Конгресса. В марте 2012 года Конгресс установил новые правила процедуры.

## Цели и задачи
Конгресс представляет более 200 тысяч европейских муниципалитетов и регионов, являясь площадкой для обсуждения общих проблем, площадкой для обмена опытом и развития взаимодействия. Важнейшими целями Конгресса являются обеспечение участия муниципалитетов и регионов в процессе европейской унификации и функционирования Совета Европы, продвижение демократии и кооперации между органами власти разных уровней и разных государств.
Конгресс занимается такими специфическими вопросами как, например, безопасность в муниципалитетах, межкультурный и межрелигиозный диалог, миграция, культура, образование и многими другими. В связи с этим Конгресс поощряет эффективную организацию местных и региональных властей во всех государствах-членах Совета Европы, особенно в так называемых «молодых демократиях». Он исследует состояние местной и региональной демократии, степень реального участия граждан в общественной жизни на муниципальном и региональном уровне, представляет интересы местных и региональных властей при создании европейской политики, поощряет приграничное сотрудничество в целях установления и поддержания мира, толерантности и долгосрочного развития, а также создание Еврорегионов. Кроме того, Конгресс осуществляет наблюдательные миссии при проведении муниципальных и региональных выборов, выносит рекомендации и представляет их в Комитет министров и (или) в Парламентскую Ассамблею. Конгресс также принимает резолюции, доводит их до сведения местных и региональных органов власти в Европе и осуществляет контроль за их исполнением посредством мониторинга.
Конгресс работает в тесном сотрудничестве с различными партнёрами: национальными и международными ассоциациями, наблюдателями или с Комитетом регионов Европейского Союза.

#### Приоритеты Конгресса на 2013—2016
- Улучшение качества местной и региональной демократии и прав человека
- Помощь городам и регионам в борьбе с экономическим и финансовым кризисом, а также в укреплении демократии
- Разработка партнёрских отношений и сотрудничества

##### Диалог с правительствами
В рамках регионального мониторинга демократии в Европе Конгресс поддерживает регулярный диалог с государствами-членами Совета Европы. Основными партнерами Конгресса в этой миссии являются Комитет министров (47 министров иностранных дел государств-участников), Конференция министров, несущая ответственность за местные и региональные власти, а также Координационные комитеты. Несколько раз в год Президент и Генеральный секретарь Конгресса обмениваются мнениями с представителями государств-членов в Комитете Министров на основе отчета по выполненной работе. Конгресс также напрямую сотрудничает с национальными правительствами, в частности, по случаю официальных визитов в государства-члены, в ходе пленарных заседаний или во время пост-мониторинговых визитов в самой стране.

## Структура

### Бюро
Бюро Конгресса, состоящее из членов Палаты местных властей и Палаты регионов под руководством Президента Конгресса (французский сенатор и советник Жан-Клод Фрекон, в должности с октября 2013 года), отвечает за организацию пленарных сессий, координацию работы двух палат и комитетов. Также бюро несёт ответственность за организацию миссий по мониторингу и наблюдению за выборами, бюджетом и всеми вопросами, возникающими в промежутках между двумя пленарными заседаниями. Согласно новой Хартии Конгресса, принятой 2 мая 2007 г. Комитетом министров, Конгресс формируется из представителей муниципалитетов и регионов, избираемых прямым голосованием. Ассамблея обеих палат Конгресса насчитывает 318 полноправных членов и 318 заместителей. Члены Конгресса группируются по национальным делегациям и в соответствии со своими политическими взглядами: PPE-DC (группа христианской демократической европейской партии), SOC (группа социалистов), GILD (независимая либерально-демократическая группа), EC (Европейские консерваторы), NI (члены, не принадлежащие ни к одной из перечисленных политических групп Конгресса). Участие всех делегаций подчиняется принципу справедливого географического распределения, равного представительства различных органов власти и политических сил, а также равного представительства мужчин и женщин. Каждое государство- участник имеет право на число мест в Конгрессе, равное числу мест в Парламентская Ассамблее.
Конгресс собирается три раза в год (пленарная сессия в мае, осенняя сессия в ноябре и весенняя в марте). В сессиях принимают участие делегации стран-членов Совета Европы, а также представители государств, не имеющих членства в Совете Европы, приглашенные в качестве наблюдателей. Сессии каждой из палат Конгресса проходят в Страсбурге и предшествуют либо следуют за ординарной ежегодной сессией Конгресса.
В составе Конгресса также имеются четыре комиссии — институциональная, комиссия культуры и образования, комиссия социального взаимодействия, комиссия долгосрочного развития.

##### Председательство
- Гудрун Мослер-Торнстром, Австрия, Председатель Конгресса местных и региональных властей, Группа социалистов (СОЦ)
- Андерс Кнапе[англ.], Швеция, Председатель Палаты местных властей, группа Европейской народной партии в Конгрессе
- Ган Марит Хельгесен, Норвегия, Председатель палаты регионов, Группа социалистов (СОЦ)

Полный список всех членов Бюро

### Палаты

##### Палата местных властей
Основной задачей Палаты местных властей является оценка местной демократии. Палата также занимается социальными проблемами и поддерживает сотрудничество европейских городов в таких сферах, как межкультурный диалог, электронная демократия, или мультикультурализм. Это способствует развитию принципов местной демократии за пределами Европы, в частности путём евро-арабского диалога между городами и евро-средиземноморским сотрудничеством. Во время пленарных заседаний, которые проводятся дважды в год, Палата местных властей выступает на такие темы, как борьба против радикализма, города против терроризма, мигранты, защита культурного наследия. Также Палата местных властей делает рекомендации и резолюции по окончании сессий. Список членов Палаты местных властей.

##### Палата регионов

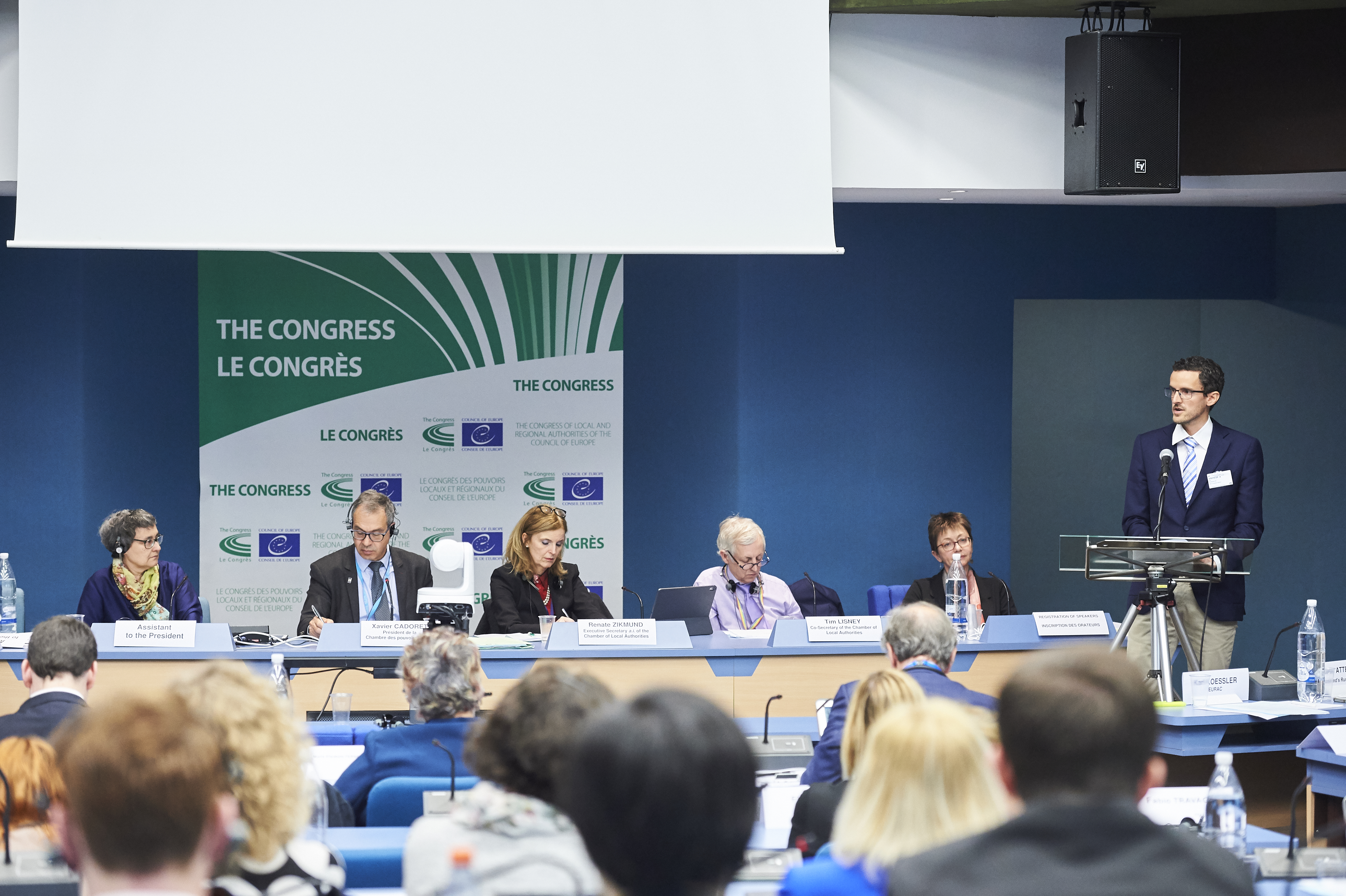
Заседание палаты регионов

Палата регионов состоит из представителей властей, действующих между местной и центральной властью. У региона должны быть полномочия на самоуправление. Он должен быть в состоянии взять на себя полную ответственность за значительную часть вопросов, представляющих общественный интерес и принимать во внимание принцип субсидиарности. Палата регионов собирается два раза в год во время пленарных заседаний Конгресса, проводит дискуссии по таким вопросам, как регионализации в Европе, и принимает резолюции и рекомендации. Она работает над ролью регионов в государствах-членах Конгресса, региональной демократии, межрегионального сотрудничества и региональной экономики. Список членов Палаты регионов.

##### Уставной форум
Конгресс имеет также Уставной форум, состоящий из руководителей всех делегаций и 17 членов Бюро, для того, чтобы действовать от имени Конгресса между сессиями. Уставной форум был учрежден 19 января 2011 г., сразу после принятия новой Хартии. Он пришёл на смену Постоянного Комитета. Уставной форум состоит из глав всех национальных делегаций и членов Бюро Конгресса местных и региональных властей Совета Европы.

### Комитеты
В октябре 2010 г. Конгресс учредил три комитета:
- Комитет по соблюдению обязанностей и обязательств,
- Комитет по вопросам управления,
- Комитет по актуальным вопросам.

Задача этих Комитетов состоит в подготовке основных докладов для Палат или Пленарных заседаний.

##### Комитет по соблюдению обязанностей и обязательств
Комитет по соблюдению обязанностей и обязательств, взятых на себя государствами, подписавшими Европейскую хартию местного самоуправления (или Комитету по мониторингу), поручено, в частности, контролировать соблюдение Хартии и развитие местной и региональной демократии в Европе, готовить доклады о положении местной и региональной демократии и изучать некоторые конкретные вопросы, связанные с местной и региональной демократией в государствах-членах. Список членов комитета по соблюдению обязанностей и обязательств.

##### Комитет по вопросам управления
Комитету по вопросам управления поручены вопросы, относящиеся к уставным полномочиям Конгресса, таким как управление, публичные финансы, трансграничное и межрегиональное сотрудничество, участие граждан и электронная демократия, а также сотрудничество с межправительственными органами. Список членов комитета по вопросам управления.

##### Комитет по актуальным вопросам
Комитету по актуальным вопросам поручено изучать роль местных и региональных властей в тех сферах, которые представляют важнейшие вызовы для наших обществ и вписываются в основополагающие ценности Совета Европы. Этот Комитет рассматривает такие вопросы, как социальная сплочённость, борьба с отчуждением, образование, межкультурный диалог, молодёжь, интеграция мигрантов, защита детей. Список членов комитета по актуальным вопросам.

### Отчёты

##### Отчёты по мониторингу
Речь идет об изучении состояния местной и региональной демократии в странах — членах Совета Европы, и такие отчеты готовятся отдельно по каждому государству. Деятельность по мониторингу является важной предпосылкой для конструктивного политического диалога с органами власти государств-членов Совета Европы в отношении муниципальной и региональной демократии, и, кроме того, позволяет Конгрессу выработать эффективные юридические инструменты для взаимодействия с исполнительными, законодательными (представительными) органами публичной власти, СМИ в различных государствах. Законодательство многих стран претерпело изменения вследствие отчетов Конгресса. В настоящее время государства обязаны в письменном виде уведомить Конгресс о принимаемых ими мерах по изменению внутреннего законодательства, что, безусловно, способствует повышению роли Конгресса.

##### Отчёты общего характера
Данная форма работы предполагает общий анализ соблюдения Европейской хартии местного самоуправления в государствах-членах, а также в государствах-кандидатах на вступление в Совет Европы.

##### Отчёты по наблюдению за выборами
Конгресс периодически осуществляет миссию наблюдения за муниципальными и региональными выборами, что является важнейшей составляющей компетенции Конгресса, поскольку выборы являются индикатором фактического состояния муниципальной и региональной демократии. Наблюдение за выборами включает в себя не только наблюдение за процедурой голосования, но и анализ избирательной кампании, вследствие чего представители Конгресса проводят встречи с политическими партиями, с руководством страны и оппозицией, с избирательными комиссиями, равно как с представителями СМИ и правозащитниками. По результатам наблюдения Конгресс принимает рекомендации и резолюции для органов публичной власти соответствующих государств.

### Группа независимых экспертов по Европейской Хартии
Группа независимых экспертов по Европейской хартии местного самоуправления помогает трём уставным комитетам выполнять свои обязанности в местной и региональной демократии, в соответствии с Европейской хартией. Эксперты набираются из университетов и других научно-исследовательских центров в зависимости от их опыта работы в области права, экономики, политологии. Их мандат, сроком в четыре года, может быть возобновлен.
Группа независимых экспертов содействует Конгрессу в следующих сферах:
1. Подготовка отчетов о состоянии местной и региональной демократии в государствах-членах (доклады о мониторинге)
2. Подготовка отчетов о конкретных аспектах Устава в пределах государства-члена, или группы государств-членов (конкретные отчеты по мониторингу)
3. Подготовка отчетов по определённым моментам в Уставе, которые представляют проблемы, касающиеся его соблюдения
4. Подготовка отчетов по вопросам, представляющим интерес для местных и региональных органов власти
5. Подготовка отчетов по продвижению местной и региональной демократии

### Секретариат
Секретариат Конгресса возглавляет Генеральный секретарь, который избирается сроком на пять лет на пленарном заседании Конгресса. В настоящее время Генеральным секретарем является Андреас Кифер (переизбран в марте 2015 года).

## Национальные делегации
В Конгресс входят национальные делегации, состоящие из представителей местных и региональных органов власти из 47 государств-членов Совета Европы. Эти представители были либо напрямую избраны или отвечают за избранную ассамблею. Состав делегации каждого государства-члена сбалансирован по географическому распределению территорий, справедливому представительству различных типов местных и региональных органов власти и политических сил, а также по справедливому распределению представительства женщин и мужчин. Каждое государство-член имеет право на такое же количество мест в Конгрессе, как и в Парламентской Ассамблее Совета Европы. Список национальных делегаций и их членов может быть найден на сайте Конгресса.

#### Страны-участники
Согласно своему статусу, Конгресс включает в себя 306 представителей и 306 заместителей из каждой страны-участника.
| Страна      | Делегаты | Страна               | Делегаты | Страна             | Делегаты |
| ----------- | -------- | -------------------- | -------- | ------------------ | -------- |
| Албания     | 4/4      | Германия             | 18/18    | Андорра            | 2/2      |
| Армения     | 4/4      | Австрия              | 6/6      | Азербайджан        | 6/6      |
| Бельгия     | 7/7      | Босния и Герцеговина | 5/5      | Болгария           | 6/6      |
| Кипр        | 3/3      | Хорватия             | 5/5      | Дания              | 5/5      |
| Испания     | 12/12    | Эстония              | 3/3      | Северная Македония | 3/3      |
| Финляндия   | 5/5      | Франция              | 18/18    | Грузия             | 5/5      |
| Греция      | 7/7      | Венгрия              | 7/7      | Ирландия           | 4/4      |
| Исландия    | 3/3      | Италия               | 18/18    | Латвия             | 3/3      |
| Лихтенштейн | 2/2      | Литва                | 4/4      | Люксембург         | 3/3      |
| Мальта      | 3/3      | Молдова              | 5/5      | Монако             | 2/2      |
| Черногория  | 3/3      | Норвегия             | 5/5      | Нидерланды         | 7/7      |
| Польша      | 12/12    | Португалия           | 7/7      | Чехия              | 7/7      |
| Румыния     | 10/10    | Великобритания       | 18/18    | Сан-Марино         | 2/2      |
| Сербия      | 7/7      | Словакия             | 5/5      | Словения           | 3/3      |
| Швеция      | 6/6      | Швейцария            | 6/6      | Турция             | 18/18    |
| Украина     | 12/12    |                      |          |                    |          |
| Всего       | Всего    | Всего                | Всего    | Всего              | 306/306  |

#### Политические группы
Каждая делегация должна отражать справедливое представительство политических сил и географическую структуру страны. С 2008 года Устав Конгресса требует также минимального представительства на уровне 30 % в отношении недопредставленного пола в рамках каждой делегации.
Конгресс включает в себя четыре политические группы:
- ЕНП/КСЕ: Группа Европейской народной партии в Конгрессе
- СОЦ: Группа социалистов
- ГНЛД: Группа независимых и либеральных демократов
- ЕКР: Группа европейских консерваторов и реформистов

Конгресс собирается два раза в год на пленарных заседаниях, в Страсбурге (май и октябрь).
Каждые два года Конгресс назначает председателя из числа представителей или полноправных членов. С октября 2016 года председателем Конгресса является Гудрун Мослер-Тёрнстрём, Австрия. Вся информация о политических группах (англ.).

## Деятельность

#### Мониторинг местной и региональной демократии
Основной миссией Конгресса местных и региональных властей является эффективный мониторинг местной и региональной демократии в государствах-членах путём оценки соблюдения норм Европейской хартии местного самоуправления. Благодаря этому мониторингу Конгресс способствует, на территориальном уровне, реализации основных целей Совета Европы — обеспечения демократии и защиты прав человека на Европейском континенте. Мониторинг также является частью продолжающегося политического диалога с различными системами управления в конкретном государстве.
Конгресс обязуется:
• проводить общие регулярные мониторинговые миссии в каждой стране-участнике Совета Европы;
• проводить экспертизу конкретного аспекта Хартии;
• осуществлять миссии по установлению фактов, вызывающих сомнения.
После таких визитов Комитет по мониторингу создает отчёт и направляет рекомендации странам-участникам с акцентом на улучшение систем управления в муниципалитетах и регионах. Эти рекомендации обсуждаются и принимаются во время сессий Конгресса. Более подробную информацию и примеры принятых недавно текстов в этой области можно найти здесь (на английском языке).

#### Наблюдение за выборами
Наблюдение за местными и региональными выборами является важной задачей Конгресса, дополняющей деятельность по мониторингу. Миссии по наблюдению проводятся на основании официального запроса национальных властей; Конгресс назначает делегацию, состоящую из членов Конгресса и Комитета регионов (10-15 человек). В конце наблюдательной миссии делегация Конгресса представляет предварительное заявление. Затем следует отчет, который включает в себя анализ избирательной кампании и всего дня голосования, а также рекомендации, которые будут рассмотрены во время очередной сессии Конгресса. Нужно отметить, что Конгресс сотрудничает с такими учреждениями Совета Европы, как Парламентская Ассамблея и Венецианская комиссия. Детали процедуры изложены в резолюции Конгресса. Более подробную информацию о наблюдении за выборами можно найти на сайте конгресса (на английском языке).

#### Диалог после мониторинга и наблюдения за выборами
В марте 2013 года Конгресс принял резолюцию 353 (2013) о диалоге после мониторинга и наблюдения за выборами. Целью стало развитие политического диалога с государствами-членами и заинтересованными сторонами после мониторинга или наблюдательной миссии. Как следствие своих рекомендаций, Конгресс обсуждает с властями государства-члена план по улучшению местной и региональной демократии в соответствии с этими рекомендациями. Первый план, подготовленный в рамках этого диалога после мониторинга, касался реформы децентрализации, проводимой украинскими властями, и был подписан в мае 2015 года.

## Программы по сотрудничеству и проекты

### Программы по сотрудничеству
Одним из приоритетов Конгресса на 2013—2016 является дальнейшее развитие сотрудничества и партнёрских отношений с целью консолидации и продвижения демократии на территории государств-членов Совета Европы.
Эти мероприятия по сотрудничеству способствуют дальнейшей реализации Европейской хартии местного самоуправления и внедрении рекомендаций Конгресса.
Деятельность Конгресса включает в себя:
- Оценку правовой и институциональной базы
- Подготовку нового законодательства и политики
- Обмен передовой практики — равные обмены и интерактивные семинары
- Учебные занятия по лидерству для местных и региональных выборных представителей

Все проекты совместно финансируются за счет добровольных взносов государств-членов и международных партнёров.

### Проекты

##### Европейский альянс городов и регионов в поддержку интеграциирома́
Альянс европейских городов и регионов по интеграции рома был учрежден Конгрессом местных и региональных властей при поддержке Специального представителя генерального секретаря Совета Европы по вопросам интеграции рома. Более 120 городов и регионов из более чем 27 стран участвуют в этом Альянсе.
В сферу деятельности альянса входит:
- Содействовать обмену новых практик по интеграции рома среди участвующих городов и регионов.
- Дать право голоса участвующим городам и регионам, обеспечив их единой консультативной платформой по вопросам интеграции рома на местном и региональном уровне.
- Альянс организует национальные и международные семинары для участвующих городов и регионов с тем, чтобы облегчить процесс обмена передаваемого опыта.

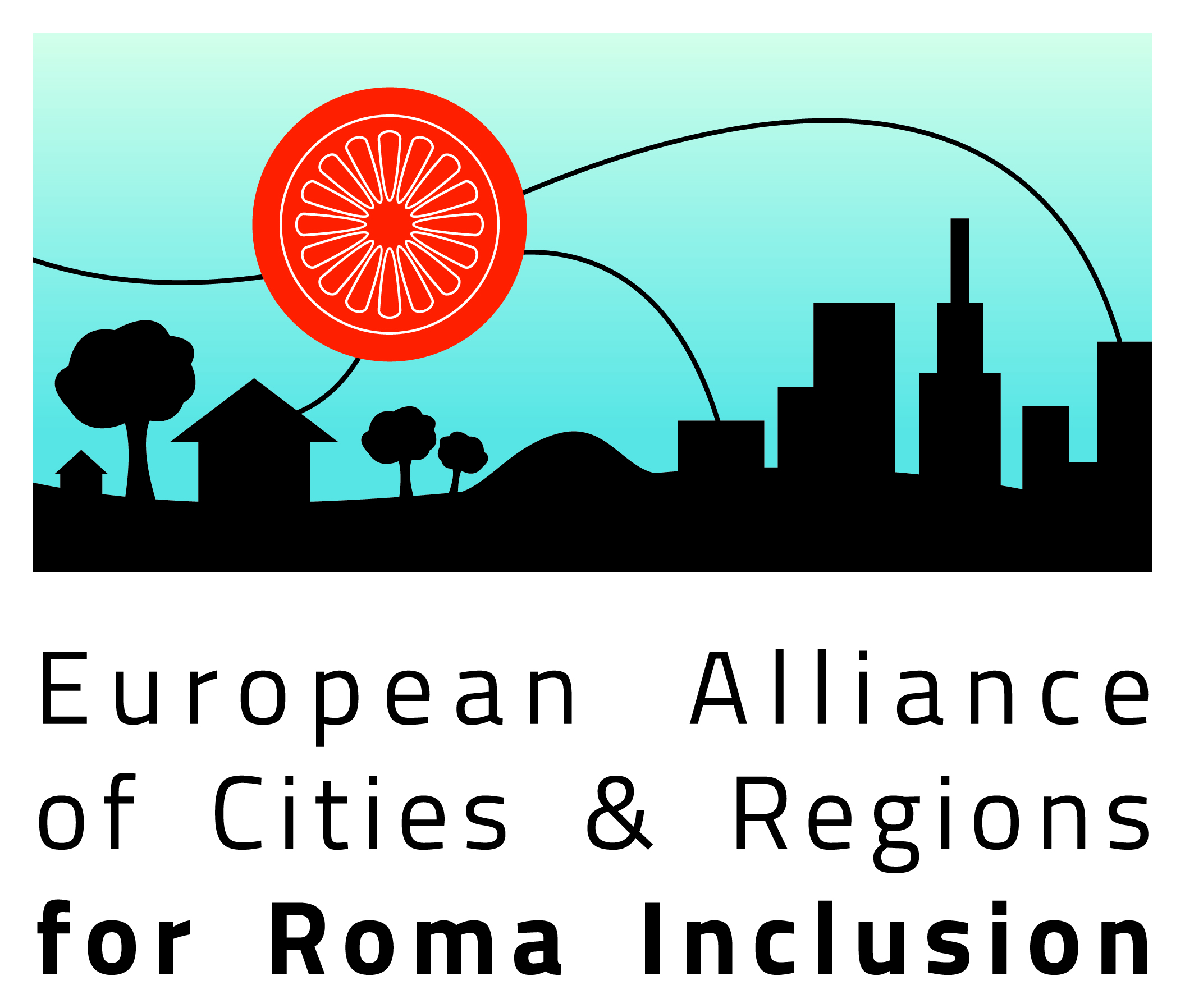
Логотип альянс европейских городов и регионов по интеграции цыган

Одним из ключевых приоритетов Альянса является продвижение культур рома и повышение уровня информированности и знаний о геноциде рома во время Второй мировой войны.
Ещё одной важной инициативой Совета Европы, направленной на борьбу с антицыганскими настроениями, является социальная программа Dosta!, проводимая на национальном уровне в государствах-членах. По состоянию на 2013 год в ответственность Альянса входило управление программой Dosta!. Два раза в год Конгресс вручает премии трём муниципалитетам, отличившимся своими успешными и инновационными проектами в области интеграции рома.
В 2013—2014 г. Альянс реализовал свой первый этап проекта ROMACT. Около 30 городов и регионов были вовлечены в деятельность, состоящей из подготовительных работ, в том числе сбора и анализа данных, тематических семинаров, ознакомительных поездок, обмена информацией, развития партнёрских связей, консультативной работы. Более подробная информация о деятельности альянса

##### Кампания ОДИН из ПЯТИ
Кампания Совета Европы ОДИН из ПЯТИ была запущена вследствие подписания и ратификации Конвенции Совета Европы о защите детей от сексуальной эксплуатации и сексуального насилия. Эта конвенция также известна как Конвенция Лансароте. Кампания направлена на то, чтобы информировать детей о различных типах сексуального насилия и жестокого обращения, и, конечно же, на их предотвращение. Конгрессом было заключено соглашение с городами и регионами с целью остановить сексуальное насилие в отношении детей. Соглашение предполагает четырёх этапный подход: 1. предотвращения домогательств 2. защита жертвы 3. преследования виновных 4. обеспечение при этом полного участия детей в течение всего данного процесса. Конгресс призывает города и регионы к участию в данном соглашении. В поддержку кампании ОДИН из ПЯТИ был снят социальный видеоролик Озеро (The Lake).

## Партнеры Конгресса

#### Комитет регионов Европейского Союза
В 1994 Конгресс установил институциональные партнёрские отношения с Комитетом регионов Европейского Союза, созданном в том же году. В 1995 г. была создана контактная группа Конгресс / Комитет регионов. Встречи проходят два раза в год. Контактная группа координирует работу двух организаций и дает свою оценку их деятельности. С 2006 члены Комитета регионов имеют возможность участвовать в наблюдении за местными и региональными выборами. В настоящее время это происходит систематически, и члены Комитета регионов задействованы на протяжении всего процесса.
Конгресс также активно сотрудничает с Комиссией по вопросам гражданства, управления, институциональных и внешних связей и с Конференцией региональных организаций и местных органов власти по Восточному партнёрству. Эта конференция была учреждена с целью укрепления отношений между Европейским Союзом и соседними странами в области местного и регионального самоуправления. Более подробную информацию о сотрудничестве между Конгрессом и Комитетом регионов можно найти как на сайте Конгресса, так и на сайте Комитета регионов (на английском языке).

#### Организации и объединения европейских муниципалитетов и регионов
Конгресс также принимает участие в нескольких организациях и объединениях европейских муниципалитетов и регионов, повышающих местную и региональную демократию путём разработки совместных мероприятий. Примерами таких организаций являются Ассамблея европейских регионов, Совет европейских муниципалитетов и регионов, Ассоциация европейских приграничных регионов и Конференция европейских региональных законодательных ассамблей.

#### Национальные ассоциации
Национальные (и европейские) ассоциации местных и региональных властей играют значительную роль в развитии местной демократии. Они обеспечивают информацию о деятельности Конгресса в их странах, в частности, путём лоббирования в своих правительствах. Национальные ассоциации играют активную роль в реализации положений Европейской хартии о местном самоуправлении, таким образом, выступая в качестве «системы раннего предупреждения». Сайт Конгресса содержит более подробную информацию о национальных ассоциациях (на английском языке).

## Статус наблюдателя
Международные ассоциации местных и региональных властей, которые имеют консультативный статус при Совете Европы, также имеют статус наблюдателя при Конгрессе. Этот статус дает им право принимать участие в работе Конгресса, представлять меморандумы и замечания по вопросам, обсуждаемым на пленарных заседаниях, но не голосовать. Один или несколько представителей организаций, имеющих статус наблюдателя, могут быть приглашены для участия в заседаниях Уставного форума, Бюро комитетов или специальных рабочих групп.